# Jan Karel
Jan Karel (29. června 1909 ve Vídni - 30. června 1942 v Praze na Kobyliské střelnicí) pracoval za protektorátu jako průvodčí lůžkových vagónů železniční společnosti „Mitropa“ na mezinárodních železničních linkách. (Později pracoval i jako průvodčí spacích vozů u železniční společnosti Wagons-Lits.) V protiněmeckém odboji se věnoval kurýrní službě. Pracoval především pro Josefa Balabána, jehož zpravodajský materiál většinou převážel.

## Kurýrní spojení
Kurýrní spojení zajišťovalo pomocí svých kurýrů přepravu zpráv mezi zahraničními expoziturami československé zpravodajské služby a domácím ústředím. K tomu patřila i tajná přeprava československých vojáků a politiků do zahraničí (mimo protektorát). V lůžkových vozech se tajně přepravovaly i součástky k vysílačkám, rozbušky, nákresy nových zbraní, fotografický materiál, dokonce byly touto cestou přepraveny i dvě ilegální vysílačky. Ač oklikou leč spolehlivě putovaly "balkánskou cestou" i některé zprávy určené zpravodajské ústředně v Londýně.

Loga mezinárodních železničních společností
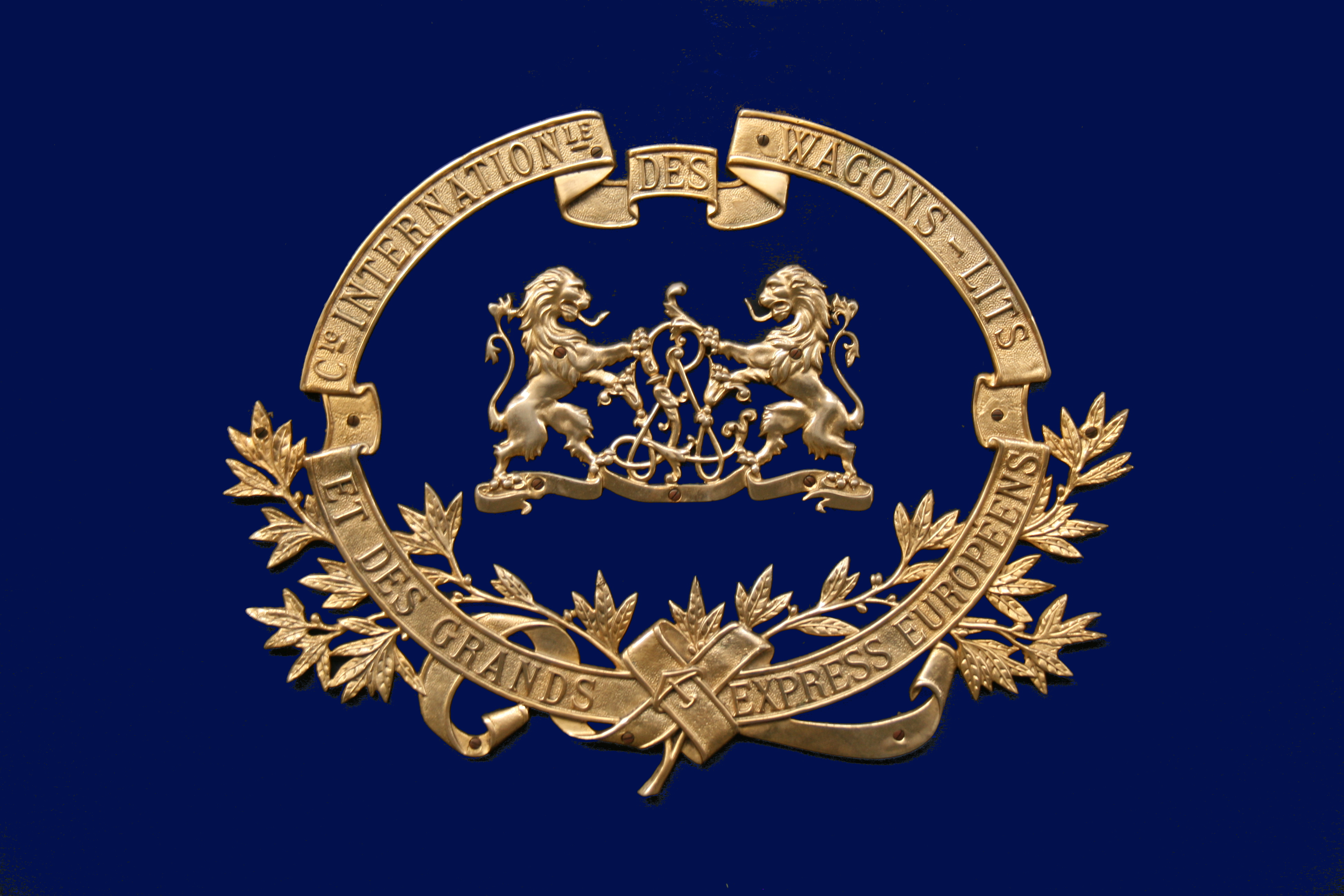
Civilní logo Wagons-Lits
Logo Mitropa (po roce 1949)

Na trase Praha - Bělehrad - Istanbul zajišťoval Jiří Zeman pro Tři krále kurýrní spojení spolu s dalšími svými spolupracovníky (českými průvodčími spacích a jídelních expresů), kterými byli:
- Jan Karel,
- Miroslav Kochan,[4]
- Alios Fürbacher z Prahy,
- Josef Hass z Bratislavy.[4]

Zprávy od kurýrů v Bělehradě přebírali dr. Jaroslav Lípa  (bývalý československý velvyslanec v Jugoslávii) a zpravodajský důstojník major Jaroslav Hájíček.
V květnu 1940 byly na zásah Němců omezeny cesty českých průvodčích do Budapešti a zhruba v polovině roku 1940 byli Jiří Zeman a Alios Fürbacher propuštěni jako "nespolehliví" ze státních služeb, takže kurýrní spojení dále (zhruba od pololetí roku 1940 až do 4. března 1941) udržoval jen Jan Karel, kterého ještě před svým odchodem od železniční společnosti získal pro tuto odbojovou činnost Jiří Zeman.

## Berlín - prosinec 1940

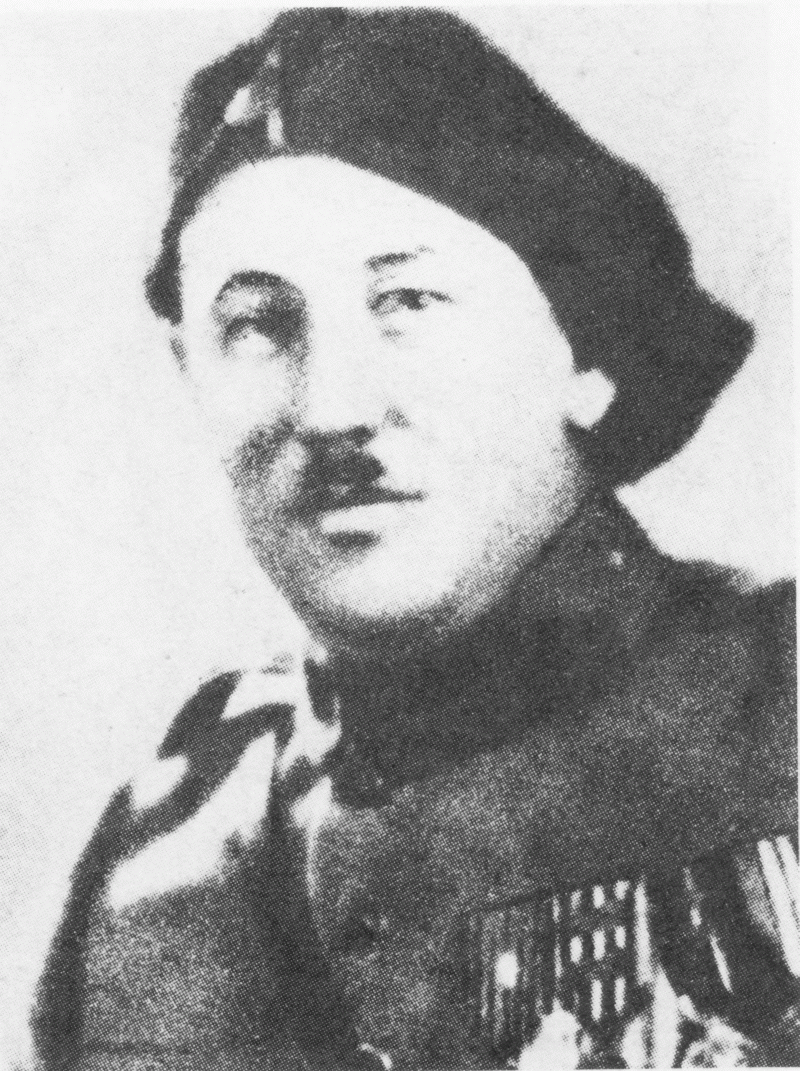
Jiří Zeman (alias "Černý Turek")

Jiří Zeman bydlel v Bělehradské ulici v Praze na Vinohradech.  Byt sloužil odboji jako zpravodajská (agenturní) přepážka  a rozmnožoval se zde i ilegální časopis V boj. Třem králům a jejich spolupracovníkům sloužil byt i jako úschovna sabotážního materiálu.
V bytě Jiřího Zemana v Bělehradské ulici nejspíše převzal v prosinci 1940 Jan Karel kufr (s výbušninou) značky "Viktoria" opatřený skrytým časovacím zařízením - pekelným strojem. Nálož byla vyrobena v klempířské dílně Josefa Líkaře - spolupracovníka sabotážně diverzní odbojové skupiny Tří králů. Jan Karel dopravil kufr na Anhaltské nádraží v Berlíně, kde nastražený časovač nálož 30. prosince 1940 odpálil. V té době (21:31) měl na nádraží přijet vlak s Heinrichem Himmlerem, ale kvůli poruše na trati byl vlak mimořádně odkloněn na Friedrichovo nádraží. I přesto vyvolal výbuch v centru Berlína velký rozruch. Exploze způsobila německé říšské železnici velkou škodu především tím, že výbuch zdemoloval kolejiště, kam se přistavovaly salonní vlaky nacistických pohlavárů. Pokus o atentát na říšského vedoucího SS vyvolal v nejvyšších nacistických kruzích značný rozruch a posílil morálně domácí (český) odboj.

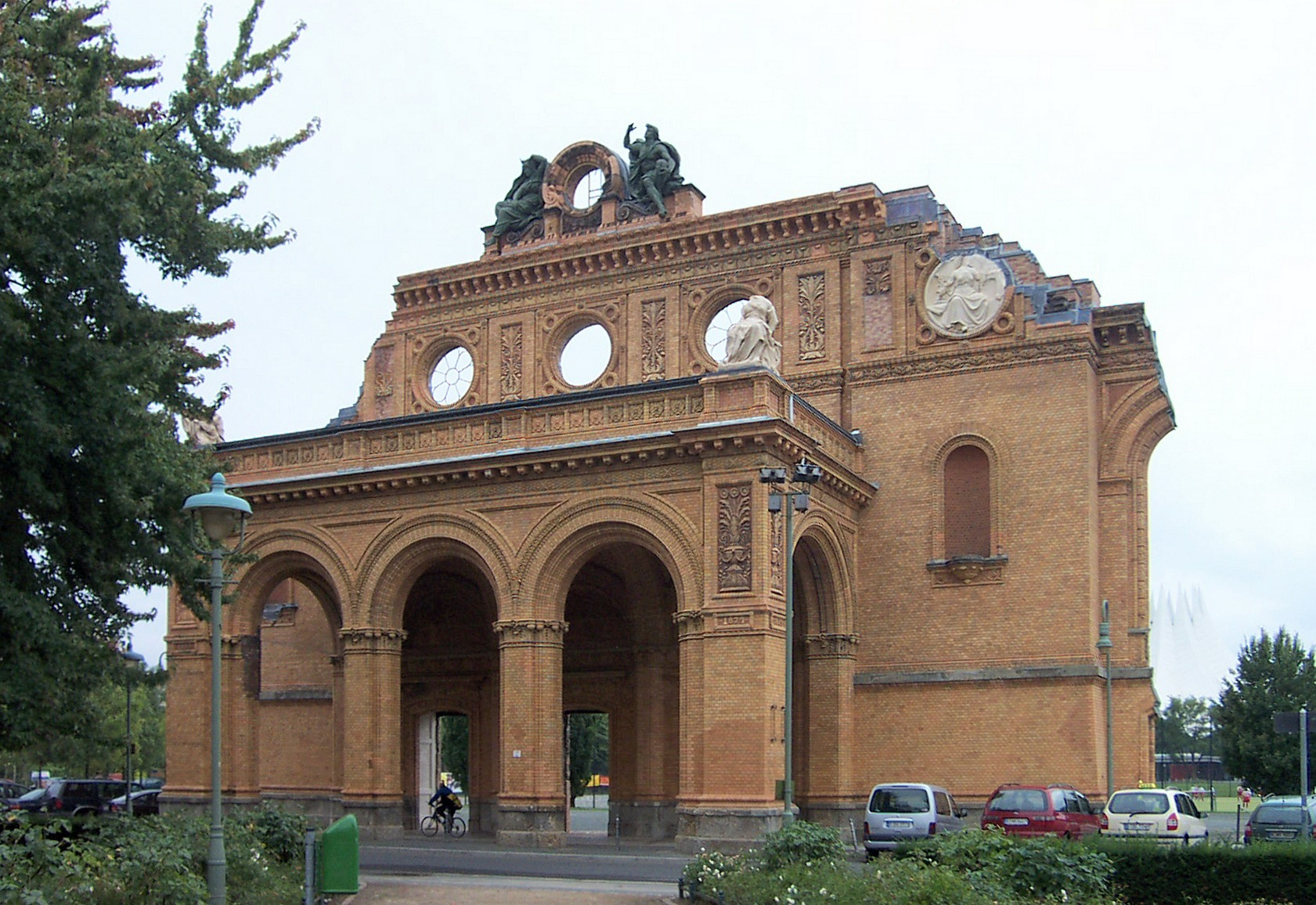
Anhaltské nádraží v Berlíně
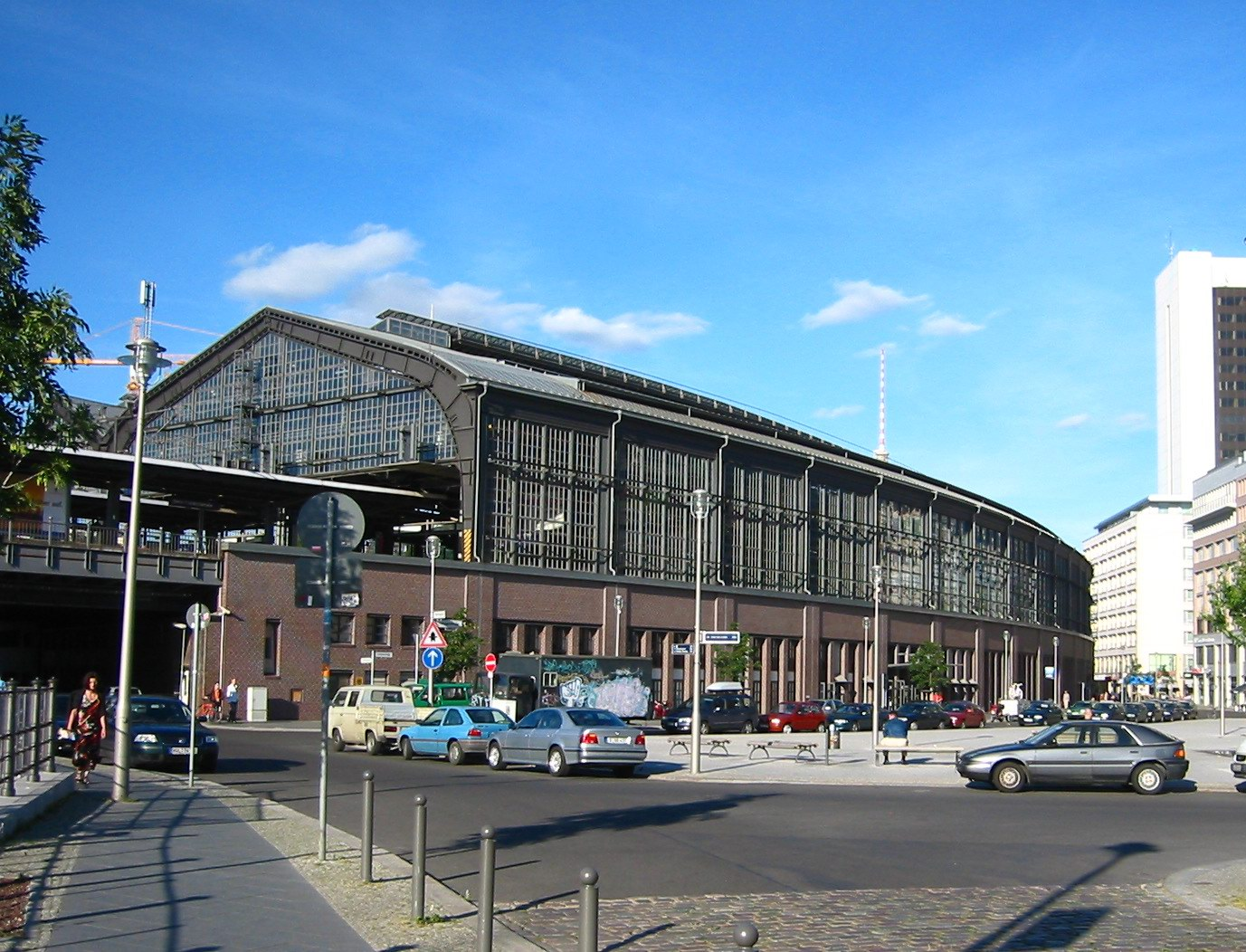
Friedrichovo nádraží v Berlíně
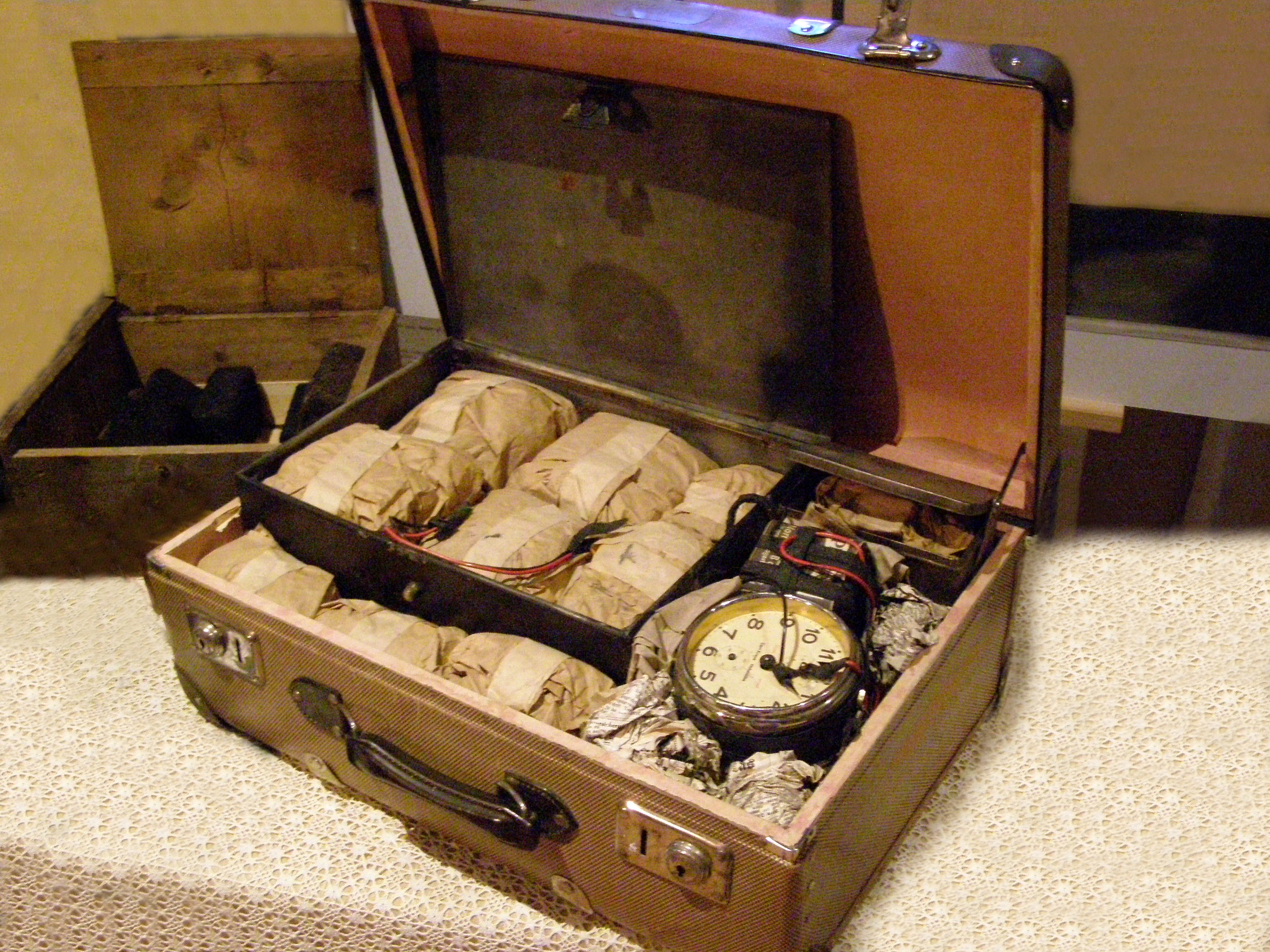
Rekonstrukce nástražného výbušného zařízení konstruovaného domácím protiněmeckým odbojem v Protektorátu Čechy a Morava

## Zatčení, věznění, ...
Dne 4. března 1941 byl po příjezdu rychlíku z Paříže na Wilsonově nádraží Jan Karel zatčen. Byl vězněn na Pankráci a v malé pevnosti Terezín. Gestapu se nepodařilo prokázat Janu Karlovi účast na výbuchu na Anhaltském nádraží v Berlíně, ale důkazy o jeho kurýrní službě byly nezvratné. Na základě rozsudku stanného soudu byl Jan Karel dne 30. června 1942 spolu se svým kolegou Jiřím Zemanem popraven zastřelením na Kobyliské střelnici. Spolu s nimi byli v tentýž den v Kobylisích popraveni také podplukovník Josef Mašín, Josef Líkař, Františka Plamínková, plukovník Josef Churavý, Karel Šváb, Vincy Schwarz a jeho manželka Zdena Schwarzová a další odbojáři, celkem 71 osob.

Seznam popravených na Kobyliské střelnici 30. června 1942
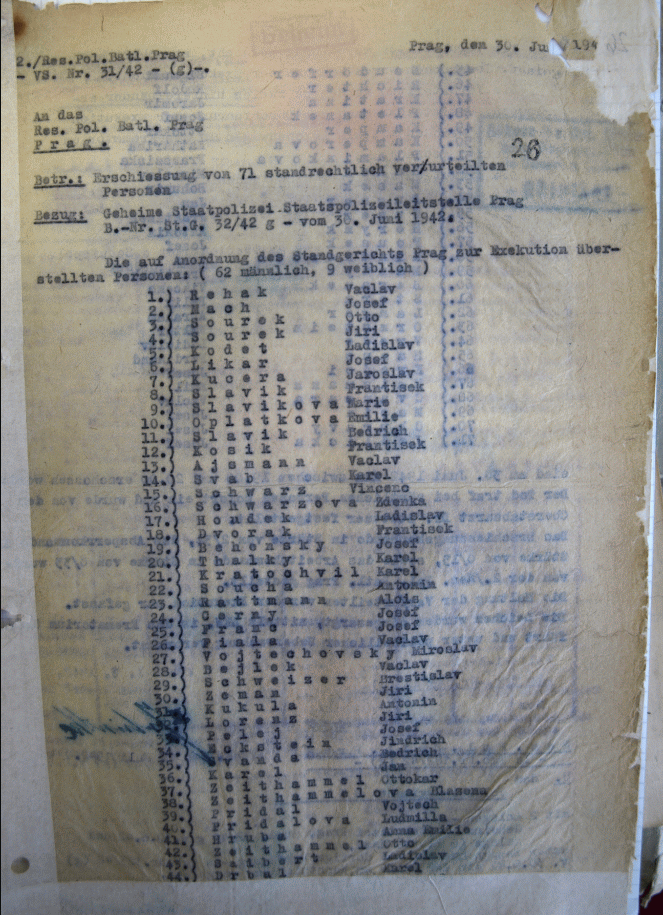
Popravní protokol z 30. června 1942 (1. strana, německý originál)
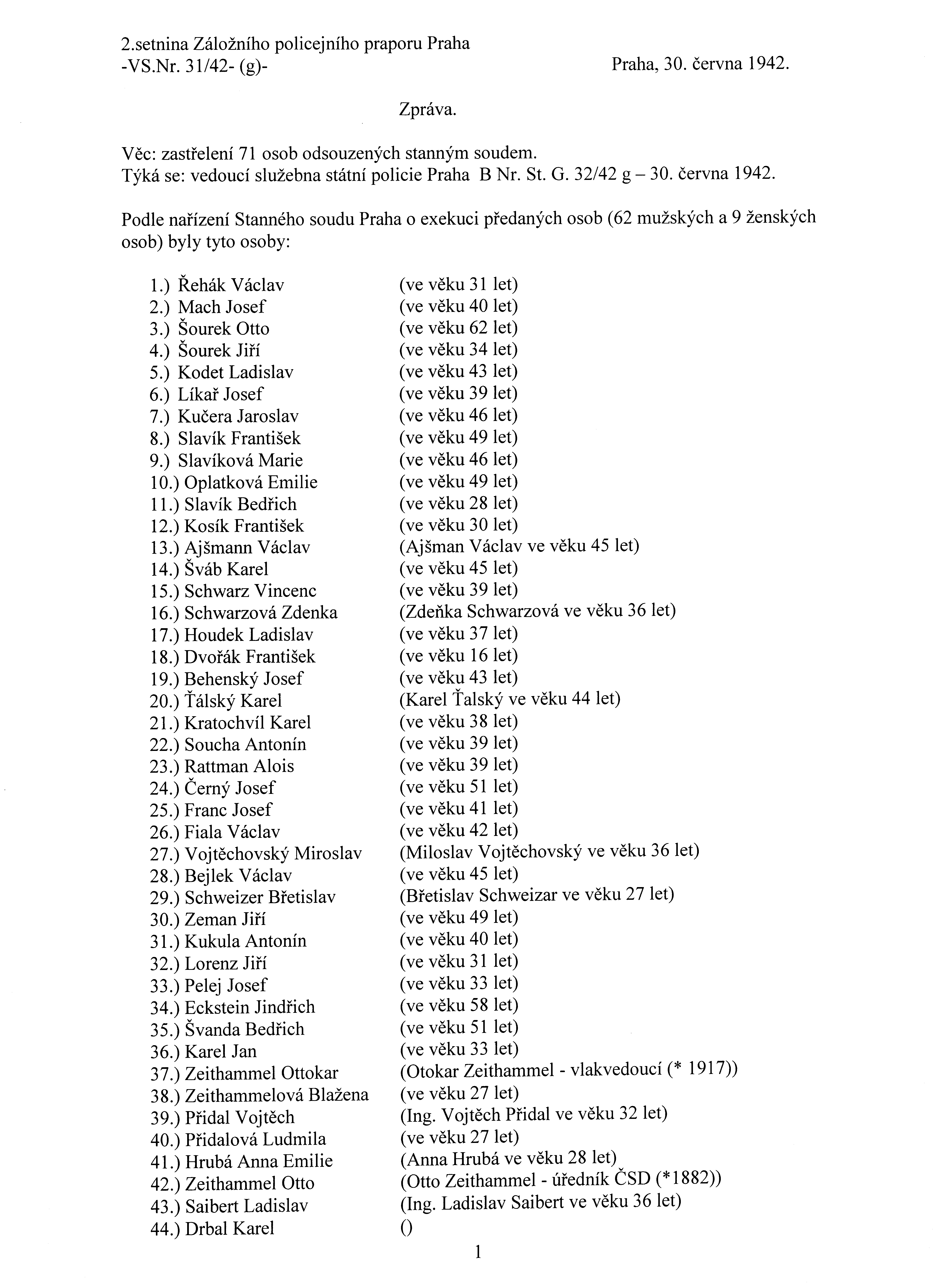
Popravní protokol z 30. června 1942 (1. strana, překlad do češtiny)
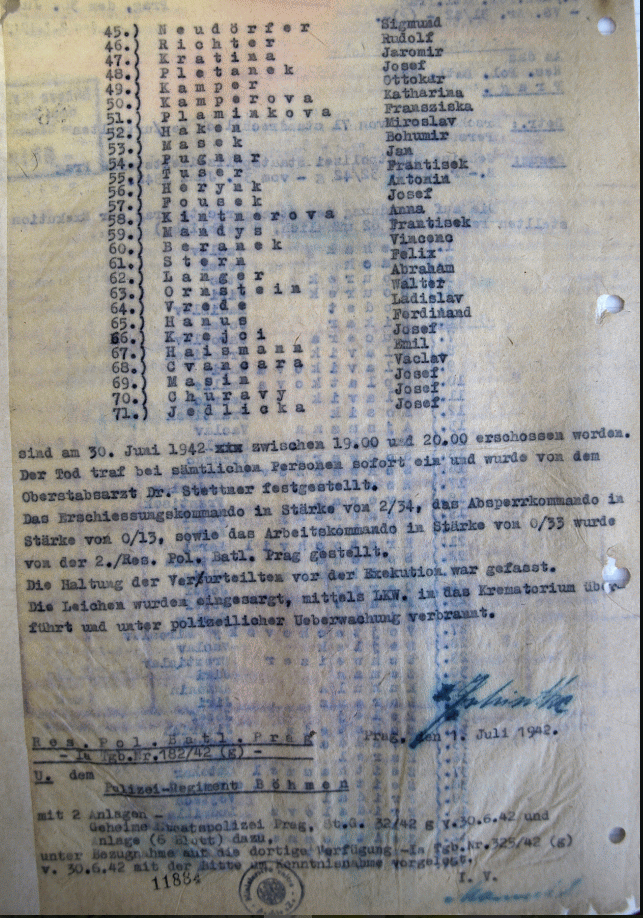
Popravní protokol z 30. června 1942 (2. strana, německý originál)
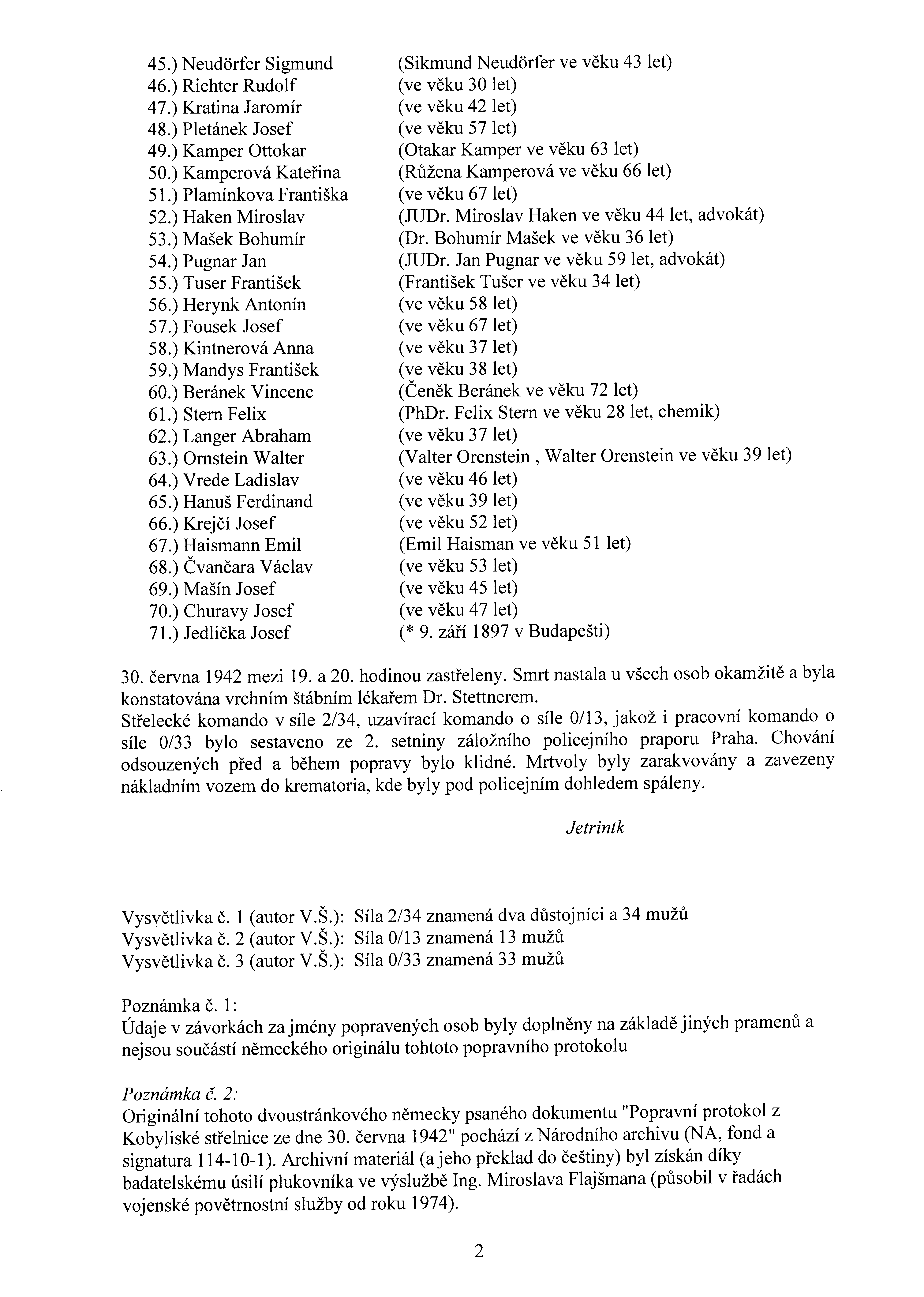
Popravní protokol z 30. června 1942 (2. strana, překlad do češtiny)
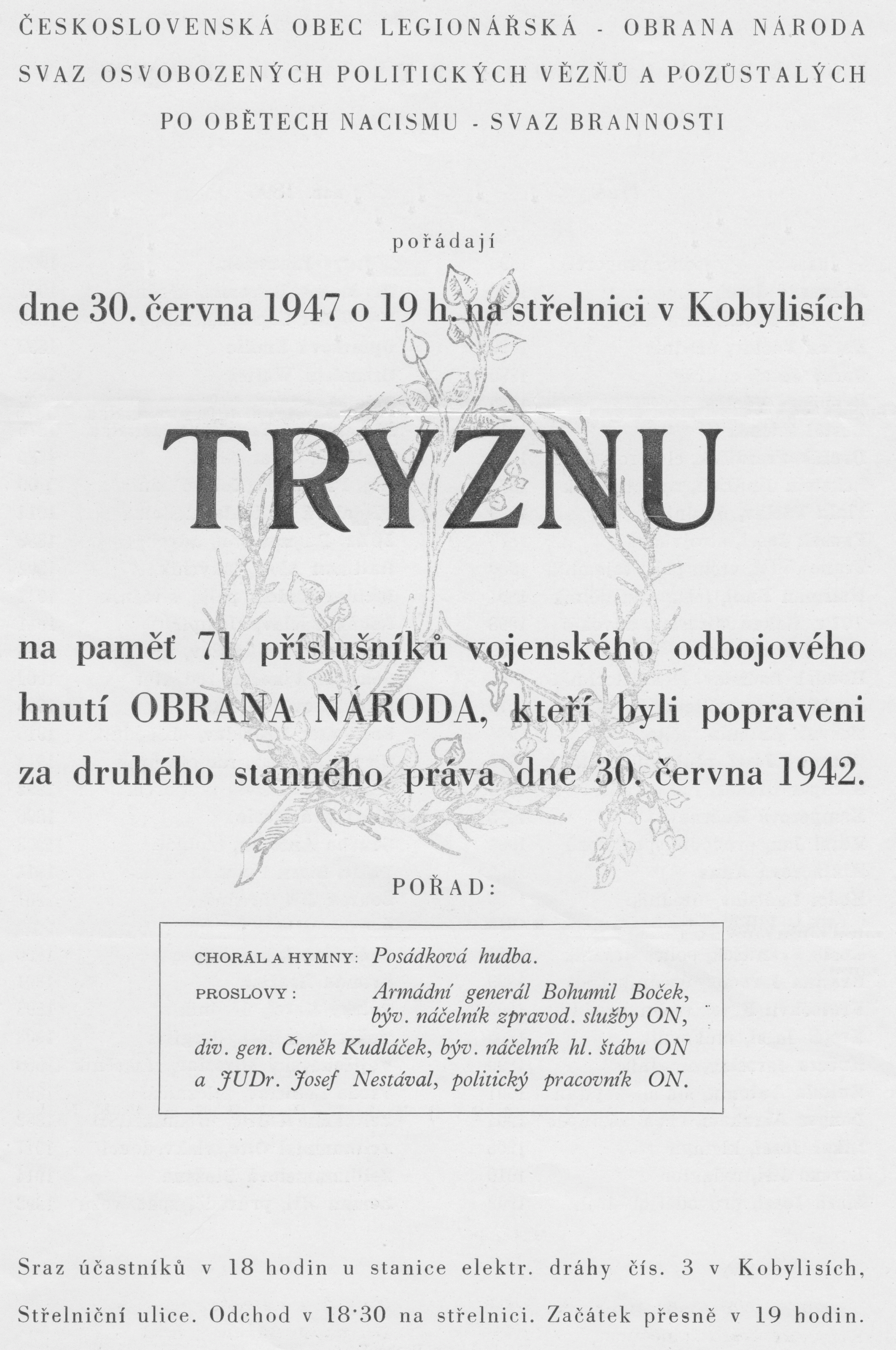
Tryzna (30. června 1947), titulní strana dokumentu
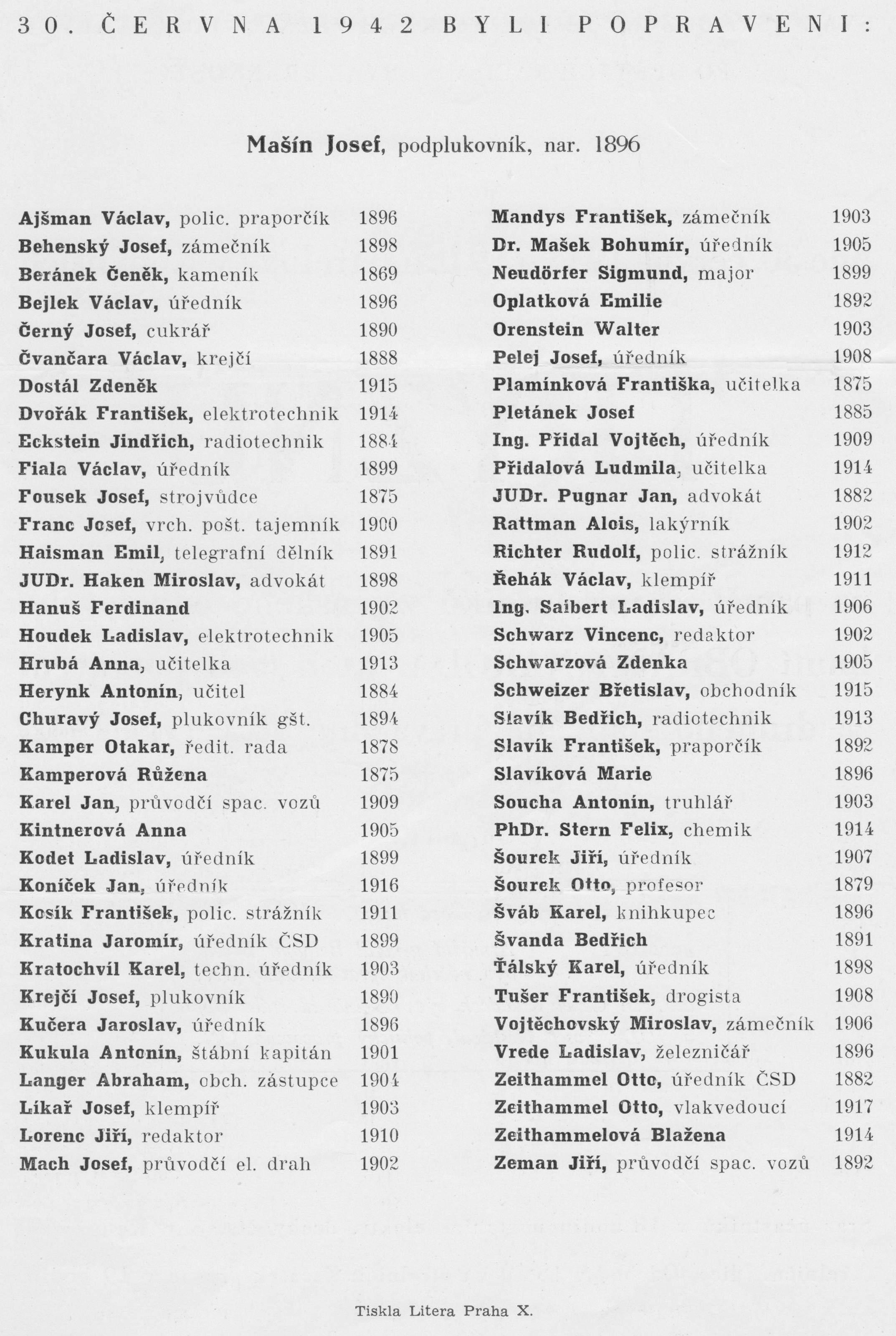
Trizna (30. června 1947), Seznam popravených